# Волны Агидели (опера)
Волны Агидели — башкирская опера, написанная в 1969 году композитором Загиром Исмагиловым на либретто Мустая Карима.
Первая башкирская лирическая опера «Волны Агидели» («Ағиҙел тулҡындары») З. Г. Исмагилова состоит из 4 действий. Написана в 1969 году.
Премьера «Волны Агидели» состоялась на сцене Башкирского государственного театра оперы и балета (ГТОиБ) 24 февраля 1972 года.
Музыкальный руководитель и дирижёр — Г. Х. Муталов;
Режиссёры-постановщики — Р. А. Валиуллин;
Балетмейстер — Ф. М. Саттаров;
Хормейстер — Л. Х. Исхакова;
В главных партиях оперы: С. К. Галимова (Гульзифа), Н. З. Абдеев (Зайнулла), М. Х. Хисматуллин (Гайнулла), Т. Ф. Сагитов (Вадим).

## Сюжет
Произведение «Волны Агидели» написано композиторов в традициях русской оперной классики.
Действие оперы происходит в 60-е годы XX века. Сюжет построен на конфликте между строгой и чистой в нравственном отношении Гульзифы с её любимым парнем эгоцентричным Зайнуллой. Взимоотношения между героями приводит к гибели Гульзифы. В опере использованы сцены природы и деревенского быта.
Музыка написана с национальным колоритом башкирской народной музыки (Узун-кюй, кыска-кюй, такмак).

## Награды
В 1973 году за оперу «Волны Агидели» композитор Загир Исмагилов был удостоен Государственной премии РСФСР им. М. И. Глинки.